# Dagama biforcipata
Dagama biforcipata är en insektsart som beskrevs av Davies och Geertsema 1998. Dagama biforcipata ingår i släktet Dagama och familjen dvärgstritar. Inga underarter finns listade i Catalogue of Life.